# Tegostoma turcomanica
Tegostoma turcomanica là một loài bướm đêm trong họ Crambidae.